# Чумаки (Николаевский район)
Чумаки (укр. Чумаки, до 2016 года — укр. Жовтневое) — посёлок в Николаевском районе Николаевской области Украины.
Население по переписи 2001 года составляло 179 человек. Почтовый индекс — 57171. Телефонный код — 512.

## Местный совет
54036, Николаевская обл., Николаевский р-н, с. Безводное, ул. Клубная, 1а